# Глазачево (Кимрский район)
Глазачево — деревня в Кимрском районе Тверской области. Входит в состав Красновского сельского поселения. До 1962 года являлась частью расформированного Горицкого сельского округа.

## География
Деревня расположена вблизи реки Сучек. Расстояние до центра сельского поселения села Красное равно 4 км. Расстояние до центра района города Кимры равно 53 км, расстояние до центра области города Тверь равно 77 км. Расстояние до столицы России города Москва равно 174 км.

## Население
| 2010 |
| ---- |
| 1    |

В 2008 году в деревне проживало 7 человек.